# Alcea popovii
Alcea popovii är en malvaväxtart som beskrevs av Modest Mikhaĭlovich Iljin. Alcea popovii ingår i släktet stockrosor, och familjen malvaväxter. Inga underarter finns listade i Catalogue of Life.